# Zespół przyrodniczo-krajobrazowy „Kijewickie Kerki”
Kijewickie Kerki – zespół przyrodniczo-krajobrazowy o powierzchni 302,48 ha, położony na terenie gminy Skwierzyna w województwie lubuskim, w starorzeczu rzeki Warty, utworzony w 2007 roku uchwałą Rady Miejskiej w Skwierzynie. Został utworzony celem ochrony walorów widokowych i estetycznych krawędzi doliny warciańskiej pomiędzy Kijewicami a Osetnicą (przysiółkiem Gościnowa).
Rośnie tutaj 71 drzew (dębów i wiązów) o wymiarach pomnikowych, a także gnieździ się bogata awifauna. Krajobrazowo cenne są m.in. meandry Warty i jej terasy, dno doliny rzecznej z elementami akumulacji dennej, liczne starorzecza, elementy procesu erozji bocznej rzeki, procesy sukcesji roślinnej, bogate w roślinność łąki, formy antropogeniczne – ostrogi i wały. Cenne gatunki ptaków, jakie można tu obserwować to m.in.: kania ruda, kania czarna, bielik i derkacz.